# Liste der Außenminister Antigua und Barbudas
Diese Liste der Außenminister Antigua und Barbudas listet alle Außenminister Antigua und Barbudas seit 1981 auf.
| Antritt        | Abgang        | Außenminister           | Leben     | Partei                           | Regierung                                           |
| -------------- | ------------- | ----------------------- | --------- | -------------------------------- | --------------------------------------------------- |
| 1981           | 1991          | Lester Bird             | 1938–1921 | Antigua and Barbuda Labour Party | Regierung Vere Cornwall Bird                        |
| 1991           | 1991          | Vere Cornwall Bird      | 1910–1999 | Antigua and Barbuda Labour Party | Regierung Vere Cornwall Bird                        |
| 1991           | 2004          | Lester Bird             | * 1938    | Antigua and Barbuda Labour Party | Regierung Vere Cornwall Bird, Regierung Lester Bird |
| August 2004    | Januar 2005   | Harold Lovell           | * 1955    | United Progressive Party         | Regierung Spencer                                   |
| 6. Januar 2005 | 13. Juni 2014 | Winston Baldwin Spencer | * 1948    | United Progressive Party         | Regierung Spencer                                   |
| 18. Juni 2014  | 2018          | Charles Henry Fernandez | * 1954    | Antigua and Barbuda Labour Party | Regierung Browne                                    |
| 21. März 2018  | amtierend     | Paul Chet Greene        | * 1964    | Antigua and Barbuda Labour Party | Regierung Browne                                    |